# Fara Olivana con Sola
Fara Olivana con Sola es una localidad y comune italiana de la provincia de Bérgamo, región de Lombardía, con 1.167 habitantes.

## Evolución demográfica
| Gráfica de evolución demográfica de Fara Olivana con Sola entre 1861 y 2001 |
|                                                                             |
| Fuente ISTAT - elaboración gráfica de Wikipedia                             |